# Liste der Kulturdenkmäler in Dexbach
Die folgende Liste enthält Kulturdenkmäler in Biedenkopf-Dexbach im Landkreis Marburg-Biedenkopf, Hessen.
| Bild           | Bezeichnung                 | Lage            | Beschreibung | Bauzeit                   | Daten |
| -------------- | --------------------------- | --------------- | --- | ------------------------- | ----- |
| weitere Bilder | Evangelische Kirche Dexbach | Dorfstr. 6 Lage | Pfarrkirche Dexbach; spätgotischer Rechteckbau mit achteckigem Dachreiter und Spitzhelm (ca. zweite Hälfte 13. Jh.), zweijochiges romanisches Schiff. Taufstein von ca. 14. Jh. 1980 entdeckt und restauriert. Malereien aus dem 15. Jh. | ca. zweite Hälfte 13. Jh. |       |